# セタ・タマニバル
セタ・タマニバル（Seta Tamanivalu、1992年7月23日 - ）は、ジャパンラグビーリーグワン東芝ブレイブルーパス東京に所属するラグビー選手。

## プロフィール
- フィジー・ラウトア出身[1]。
- ポジションはウィング (WTB)・センター (CTB)。
- 身長: 189 cm、体重: 104 kg
- ニュージーランド代表キャップは3（2020年10月現在）。
- バーバリアンズに選ばれたことがある。

## 来歴
タラナキ、チーフス、クルセイダーズ、ボルドーに所属。チーフス時代の2016年6月にニュージーランド代表に初選出され同年6月11日のウェールズ戦で初キャップを獲得した。
2020年、東芝ブレイブルーパス(現・東芝ブレイブルーパス東京)に加入。
2021年2月20日にジャパンラグビートップリーグ第1節トヨタ自動車ヴェルブリッツ戦に先発出場で日本での公式戦初出場を果たす。
2022年6月、日本国内の新リーグ・リーグワンのシーズン終了後、母国である15人制フィジー代表に初選出され、同年7月2日のパシフィックネイションズカップ対トンガ代表戦の後半リザーブから出場し、フィジー代表としての初キャップを獲得した。